# Paatsalo (ö i Jämsä)
Paatsalo är en ganska stor ö i Finland. Den ligger i sjön Päijänne och i kommunen Jämsä i den ekonomiska regionen  Jämsä  och landskapet Mellersta Finland, i den södra delen av landet, 190 km norr om huvudstaden Helsingfors. Öns area är 1,14 kvadratkilometer och dess största längd är 2 kilometer i sydväst-nordöstlig riktning.